# Francisco Rúa
Francisco Rúa (Buenos Aires; 4 de febrero de 1911 - Buenos Aires; 5 de agosto de 1993) fue un futbolista argentino que se desempeñaba como delantero.

## Trayectoria
Delantero o punta derecha, apareció en la primera división profesional en el Club Atlético Talleres de Remedios de Escalada en 1932, jugando solamente cuatro partidos. En 1933 pasó al Club Atlético Lanús, donde sólo jugó un solo partido. Su suerte cambió en 1934, cuando se encontraba jugando en Sportivo Dock Sud de la liga amateur argentina, al ser convocado por el entrenador de la Selección argentina Felipe Pascucci para jugar la Copa Mundial de Fútbol de 1934 en Italia.
En 1938 volvió a la liga profesional argentina al firmar con Vélez Sársfield, donde jugó cuatro partidos, marcando un gol. Luego, en 1939, pasó a las filas del debutante en Primera, Newell's Old Boys, en donde jugó diez partidos y marcó seis goles. Continuó su carrera en la Segunda División: 1940 en el Club Atlético Estudiantes de Buenos Aires, donde jugó dieciséis partidos y marcó tres goles; para finalizar su trayectoria en el Club Atlético Temperley entre 1946 y 1947, donde jugó ocho partidos.

## Participación en Copa del Mundo[1]
| Mundial                        | Sede   | Resultado    | Partidos | Goles |
| ------------------------------ | ------ | ------------ | -------- | ----- |
| Copa Mundial de Fútbol de 1934 | Italia | Primera Fase | 1        | 0     |